# Las manos de mamá
Las manos de mamá es el segundo libro de relatos con temática de la Revolución mexicana de la escritora Nellie Campobello. Fue publicado en 1937 y presenta una continuidad del estilo narrativo fragmentario de la autora, así como de su interés por mostrar los sucesos de la Revolución desde una nueva sensibilidad estética que privilegia lo personal, lo íntimo y lo familiar.

## Historia editorial
La primera edición de Las manos de mamá fue publicada en 1937, en México, bajo el auspicio de las Juventudes de Izquierda, con un tiraje aproximadamente de 300 ejemplares. El libro se componía de 89 páginas en las que estaban repartidos dieciocho relatos.
Poco más de una década después, en 1949, hubo una segunda edición de la obra, auspiciada esta vez por la Editorial Villa Ocampo. Esta edición tuvo varias modificaciones. Primero, la autora pulió aspectos de la redacción en general. Segundo, los relatos “El puente” y “El mudo” se fundieron en uno solo (que mantuvo el título de este último), de tal modo que a partir de este momento el libro se compuso sólo de diecisiete relatos. Finalmente, esta segunda edición incluyó ilustraciones, tres de las cuales están firmadas por José Clemente Orozco.
En 1958, la obra fue incluida y editada por Antonio Castro Leal junto con la que fuera la primera obra de Campobello relacionada con la Revolución mexicana: Cartucho, en su compilación La novela de la revolución mexicana. Esta edición incurrió en algunos errores en cuanto a la organización de los párrafos del texto, además de que actualizó la puntuación en apego a la norma peninsular.
En 1960 se publicó la última edición del texto, en vida de la autora, como parte del volumen Mis libros; volumen en el que Campobello reunió su obra en prosa y en verso publicada hasta el momento.
Recientemente, en el año 2012, el Gobierno del Estado de Chihuahua publicó una edición facsímil de la primera edición tanto de Las manos de mamá como de Cartucho.

## Recepción crítica
A diferencia de su primera obra narrativa, Cartucho (1931), que levantó cierta polémica en su recepción al ser considerada por algunos como una defensa de los “bandidos” de la Revolución, Las manos de mamá tuvo una aceptación más amplia tras su publicación.

Esto puede deberse en parte a que, aunque el tema de la Revolución sigue presente, la obra se enfoca más bien en la figura de la madre y en el amor filial, lo que pudo haber resultado más atractivo para la mayoría de los lectores. Algunas de las figuras literarias importantes del momento también tuvieron comentarios positivos hacia la obra. En el prólogo a la compilación de sus obras, preparadas por ella misma en 1960, Campobello recupera algunos de estos comentarios, hechos por autores como Francisco Monterde, Martín Luis Guzmán, José Juan Tablada y Ermilo Abreu Gómez. El primero de ellos abunda en la buena recepción comercial que tuvo el volumen, adjudicándolo a las cualidades intimistas de la obra y a la profunda sensibilidad de Campobello:
Ahora, con Las manos de mamá, esas cualidades de la joven escritora se corroboran y afirman, y acaso expliquen en mucha parte el caluroso acogimiento dispensado a esta tercera obra suya, que ha venido a ser en pocas semanas un éxito de librería, lo que conviene anotarse y comentarse. Porque en un medio editorial como el nuestro, más interesado en lo que hiere que en lo que restaña, en lo que deprime que en lo que yergue, en lo que desluce que en lo que prestigia, resulta confortante advertir cómo de pronto aparece una obra inspirada en la devoción, y cómo, apenas nacida, su resonancia es bastante para que haga surgir aún voces apasionadas que la nieguen.
F. Rand Morton, investigador de la novela de la Revolución mexicana, corrobora también este éxito editorial al relatar que “[c]uando corrió la voz de que se trataba de una obra excelente, ya era tarde para adquirirla: se había agotado la edición”.
Sin embargo, es preciso señalar que una buena parte de la recepción crítica de la obra ha incurrido en el error de leer la obra como si se tratara de un testimonio autobiográfico fiel y verídico, olvidando que se trata, más bien de una recreación ficcional de ciertos hechos.
En años más recientes, algunos de los relatos de Las manos de mamá han sido antologados como parte de la narrativa mexicana del siglo XX. Asimismo, en el ámbito académico la obra ha suscitado algunos estudios de carácter literario, pero también algunos otros en los que se echa mano de una mirada sociológica y de la crítica feminista.

## Contexto de escritura
Para 1930, tras una estancia en La Habana, Campobello se encuentra de regreso en México trabajando como maestra de danzas indígenas para la Secretaría de Educación Pública. Esa labor la llevaba a hacer constantes viajes por el territorio nacional, pues tenía la encomienda de llevar el arte de la danza a las escuelas públicas de las zonas más precarias del país. Fue en uno de estos viajes, en 1934, estando de paso por la ciudad de Morelia, Michoacán, que le vino la idea de escribir Las manos de mamá. En esa ciudad fue que llevó a cabo la escritura de la obra, proceso que culminaría en 1936 cuando, gracias al apoyo de José Muñoz Cota, se imprimió bajo el sello de Juventudes de Izquierda y salió publicada finalmente a inicios de 1937.

## Estructura
Aunque en su primera edición fueron dieciocho, en la última edición cuidada por la autora son diecisiete los relatos que integran Las manos de mamá, cada uno con un título propio.
1. “Así era”
2. “Cuando la busqué allá donde la vida se le ofreció deshecha por los estragos de los rifles”
3. “Lector, llena tu corazón del respeto mío: ella está aquí”
4. “Usted y él”
5. “Amor de ella”
6. “Amor de nosotros”
7. “Su falda”
8. “Su Dios”
9. “Los hombres dejaban sus cuerpos mutilados, en espera de la caridad de estas flores sencillas”
10. “Gente de tropa”
11. “El mudo”
12. “Un villista como hubo muchos”
13. “Ella y la máquina”
14. “Las barajas de Jacinto”
15. “La Plaza de las Lilas”
16. “Cuando llegamos a una capital”
17. “Carta para usted”

El libro lleva la dedicatoria “A mis hermanos”, así como a manera de epígrafe un haikai tarahumara que, traducido al español, dice: “Tu cara de luz, madre, despierta y llora, como antes, hoy cuando te miro”. José Juan Tablada, introductor del haikú en la poesía mexicana, señaló en su reseña a Las manos de mamá que esos versos tarahumaras resultan ser una precisa síntesis del libro porque dan idea de su “contenido hondo y fuerte”. Por su parte, la crítica actual ha reparado en el epígrafe debido a “[...] su función de conjurar a la madre, de traerla, por medio del grito, al presente de esa narración en la cual la narradora va a recrearla".
Los diecisiete relatos que integran la obra mantienen una unidad en cuanto a que en todos ellos está presente la figura de la madre, encarnada en el personaje “Ella”. Sin embargo, cada uno de los relatos puede también ser leído de manera independiente, pues no hay propiamente una secuencia narrativa entre ellos. Esta fragmentariedad vuelve difusas en la obra las fronteras entre novela, cuento, relato.
Algunos críticos se han posicionado del lado de esta última, caracterizando a Las manos de mamá como una “novela lírica”, en tanto transgrede la estructura narrativa lineal de la novela convencional, otorga más peso a la expresividad del lenguaje y emplea la interiorización y flujo de conciencia del personaje como recurso de escritura. Otra mirada la describe como una “crónica poética” de la experiencia de la propia autora como niña en el contexto de la Revolución, por lo que tendría —al igual que su obra previa Cartucho— un carácter autobiográfico. Una tercera perspectiva ha sido la de recurrir a la categoría más amplia y abarcadora de “relato” para definir las unidades que componen la obra. Esto seguiría la propuesta de la propia Campobello, quien caracteriza a los textos de su obra Cartucho como “relatos”, noción que podría hacerse extensiva a los textos de Las manos de mamá.

## Estilo y tema
Las manos de mamá se ha leído en consonancia con la obra narrativa previa de la autora, Cartucho, relatos de la lucha en el Norte de México, pues ambas presentan la misma estructura fragmentaria, las dos emplean una voz narrativa infantil y ambas están situadas en el contexto histórico de la Revolución mexicana. Así pues, aunque esto último coloca a la autora en el cauce amplio de la corriente literaria de la llamada narrativa de la Revolución, tanto Cartucho como Las manos de mamá presentan rasgos particulares que la separan y distinguen de otras obras de la época.
Estos rasgos tienen que ver, en el caso de Las manos de mamá, con los novedosos recursos narrativos que emplea, entre los cuales destaca una alternancia entre la narración en primera, segunda y tercera persona. Lo primero ocurre cuando la narración pretende propiciar un relato de tintes más autobiográficos; la segunda persona se da cuando se interpela a la madre como presencia activa en el cuento; finalmente, la tercera persona es empleada para describir secuencias más bien biográficas (el pasado de la madre visto por la narradora).
Otro rasgo novedoso sería precisamente el uso de la memoria y la voz infantil como un artificio literario para dar veracidad al relato. Esto, por un lado, nos evita caer en una falacia de interpretación de la obra, creyéndola un texto autobiográfico nítido; por otra parte, permite apreciar la nueva sensibilidad propuesta por Campobello para dar cuenta de los acontecimientos de la Revolución, lo cual le da su definitiva particularidad respecto a otras producciones literarias del momento. Esta nueva sensibilidad, construida precisamente a partir de una técnica narrativa moderna, se enfoca no en los hechos bélicos y políticos de la lucha armada, sino en la manera en que se vivieron al interior de una familia, es decir, rescata lo íntimo, lo familiar, el papel de la mujer y otros elementos que no se encuentran convencionalmente en la narrativa de la época.